# Južnoetiopski jezici
Južnoetiopski jezici skupina od (12) etiopskih jezika koji se govore u Etiopiji: 
a. vanjski (6):
a1. n-grupa (2): gafat (†), kistane;
a2. tt-grupa (4): inor, mesmes (†), mesqan, sebat bet gurage,
b. Transversal (6; ranije 5):
b1. amhara-argobba (2): amharski (etiopski, amhara), argobba;
b2. harari-istočni gurage jezici (4): harari, Silt’e, zay, wolane (nekad smatran dijalektom jezika silt'e)
Zajedno sa sjevernoetiopskim jezicima čine etiopsku skupinu južnosemitskih jezika.

## Vanjske poveznice
- Ethnologue (14th)
- Ethnologue (15th)